# تشانغ زاي
تشانغ زاي (بالصينية: 张载؛ ببينيين: Zhāng Zǎi)
فيلسوف أخلاقياتي صيني، كان من متأخري الكونفشيوسية، وكان كونويا أيضا.

## حياته ومنجزاته
ولد تشانغ زاي عام 1020 بمدينة هينغكو الواقعة في إقليم شنشي. مال في طفولته إلى الاهتمام بالشؤون العسكرية لكنه أعرض عن ميولاته هذه وتوجّه إلى دراسة النصوص الكونفشيوسية؛ كغيره من الفلاسفة السونغويين، عانى في البداية من الإحباط مع الفكر الكونفسيوسي ولذا درس البوذية جنبا إلى جنب مع دراسته للطاوية لسنوات معدودات. بعد ذلك رأى أن الصراط (الـ طاو) لا يُهتَدى إليه لا في البوذية ولا في الطاوية فلجأ مجدّدا إلى النصوص الكونفشيوسية. كان لتدبّره لهذه الأفكار الدينية المتنوعة تأثيرا رئيسا على مُثُلِه. قدّم تشانغ زاي حوالي سنة 1056 محاضرات حوال كتاب التغيرات (جي جنج) وسيصبح عمله هذا فيما بعد من أبرز ما خلّفه. ويقال على سبيل الظن أن تشانغ زاي التقى بإخوان تشنغ في هذه الفترة تقريبا. شغل تشانغ زاي بعض الوظائف الحكومية المتواضعة بعد أن اجتاز الامتحانات الحكومية العليا.
في سنة 1069 ذُكِر تشانغ زاي عند الإمبراطور الذي أَرسَل إليه دعوة وعرض عليه منصبا في الحكومة المركزية بالعاصمة، وشغل هذا المنصب لكن ذلك لم يدم وقتا طويلا لخلافات مع الوزير الأول فعاد على إثر ما حدث إلى مسقط رأسه بهينغكو حيث أمضى أيامه في الدراسة والتعليم؛ الراجح أن هذه الفترة كانت أكثر المراحل مردودية وإنتاجا في تطوير ونشر رؤاه الفلسفية. مع حلول 1076 أنهى تحضير عمله المسمى «تصويب الجاهلية» وعرضه على تلاميذه؛ وفي وقت لاحق من عام 1076 تم إستدعاؤه للعودة إلى العاصمة وعُيّن في منصب رفيع المستوى، غير أنه سقط مريضا في فصل الشتاء فاظطر للاستقالة والعودة إلى المنزل لكن لم يبلغ داره حيث توفي وهو في الطريق سنة 1077.
في عام 1241 قام المعبد الكونفشيوسي بتطويب تشانغ زاي أي رفعه إلى مصاف التقديس حيث مُنِح له هذا المقام لما قدّمه من أعمال، هذا وقد ضاع الكثير من كتاباته، فيما قام تشو شي من بعده بجمع مقتطفات من أعماله ضمن معلّقات هذا الأخير الأدبية التي وضعها في إطار الدراسات السونغويية عن «الـ طاو» (الصراط)، وأطلق على دراسات تشو شي هذه «تأملات في الأشياء عن قرب». ولعل تعليقات تشانغ زاي على «كتاب التغيرات» ومؤلفه «في مراجعة الجهالة» هي أهم ما بقي محفوظا من أعماله.
بعد وفاة تشانغ زاي إنخرط معظم تلاميذه في "مدرسة الأخوان تشنغ" فبفضل هذه المدرسة وبفضل تشو شي تعرف الناس على الجانب الأكبر من فكره. وكان تشو شي قد قام بتكريمه حيث إعتبره واحد من مؤسسي تخصص "دراسة الـ "طاو" (الصراط)" وهذه ""الدراسات الصراطية" هي التي يشار إليها بالكونفشيوسية المتأخرة (الكونفشيوسية الجديدة).

## فلسفته

### معنى وخصائصتشي
إلى حد كبير يمكن القول أن فلسفة تشانغ زاي العليا أي فلسفته فيما وراء العالم المشهود (الميتافيزيقيا) تَسْتَنِد إلى «كتاب التغيرات» الذي يُنْسَب في القراءة التقليدية الكونفشيوسية إلى كونفوشيوس. حسب تشانغ زاي تتألف جميع الأشياء في العالم من جوهر يدعى «تشي»، والـ (تشي) هذا عند تشانغ يشمل المادة والقوى التي تحكم التفاعلات بين المادة ويين و يانغ، وهذا الجوهر - يعني تشي - على حالته المشتتة والمخلخلة هذه شيء غير مرئي وواهِِ إلا أنه عندما يبدأ في التكثّف يتغيّر فيصبح صلبا أو سائلا ويتّخذ جرّاء ذلك صفات جديدة. كل الأعراض المادية تتكون من التشي المتكثّف: من الحجر إلى الشجر وحتى البشر؛ ليس هناك شيء ليس بـتشي. بالتالي، كل الأشياء ذات جوهر واحد بكل ما تحمله هذه الواحدية من معنى، ولهذه الفكرة مقتضيات مهمة في الأخلاقيات.

## وصلات خارجية
- تشانغ زاي على موقع الموسوعة البريطانية (الإنجليزية)